# 가문의 부활
《가문의 부활》은 가문의 영광 시리즈의 세 번째 작품이다. 2006년 9월 21일에 개봉했다.

## 줄거리
전작인 가문의 위기에서 검사를 며느리로 삼은 덕분에 승소해서 위기를 넘긴 장씨의 가족. 장씨의 가족의 수장 홍덕자 여사는 이 일을 계기로 조직 폭력배 생활을 그만두고 김치 사업을 시작하게 되었다. 하지만 서울지검 검사 봉명필의 방해에 부딪히게 된다.

## 캐스팅
- 신현준 .... 엄니손 대표이사 장인재
- 김원희 .... 서울중앙지방검찰청 김진경 검사 /김진숙
- 김수미 .... 엄니손 홍덕자 회장
- 탁재훈 .... 장석재
- 임형준 .... 장경재
- 공형진 .... 전 서울지검 검사 도끼파 고문 봉명필
- 정준하 .... 종면
- 신이 .... 장석재 부인 오순남
- 김용건 .... 장인재, 석재, 경재 아버지 장 회장
- 김해곤 .... 도끼파 두목 윤도식
- 장희진 .... 소개팅녀 안주리
- 박희진 .... 비뇨기과 전문의 최유미
- 김응수 .... 엄니손 김 상무
- 이해운 .... 마트 직원 역
- 장준휘 .... 취재기자 역